# كفر الغنامة
قرية كفر الغنامة هي إحدى القرى التابعة لمركز بلقاس في محافظة الدقهلية في جمهورية مصر العربية. حسب إحصاءات سنة 2006، بلغ إجمالي السكان في كفر الغنامة 6521 نسمة، منهم 3225 رجل و3296 امرأة.